# Brevera Canaria
Brevera Canaria es un cultivar de higuera de tipo San Pedro Ficus carica, bífera es decir con dos cosechas por temporada, la breva en primavera-verano que se desarrollan sin polen, y los higos de verano-otoño que para que se desarrollen han de tener el polen de un Cabrahigo, con higos de epidermis con color de fondo púrpura marrón claro, y con sobre color de zonas irregulares verde, con lenticelas en una cantidad intermedia y de un tamaño mediano de color rosa. Se cultiva en casi todas las islas del archipiélago de las Islas Canarias (España).

## Sinonimia
- “Breval Canaria” en el archipiélago canario,[5][6][7]
- “Brevera Bicuriña”
- “Canaria”
- “Gallardota”
- “Higuera Canaria”
- “Huevo Burro”
- “Huevos de Burro”
- “Malagueña”
- “Melocotona”
- “Quioto”

## Historia
Según las crónicas de los primeros exploradores que llegaron al archipiélago de las islas Canarias, ya atestiguaron de la presencia de higueras y del consumo de higos en su dieta cotidiana, por parte de la población aborigen de Gran Canaria.
Entre las higueras que se desarrollan en las islas Canarias, las hay descendientes de variedades llevadas desde la península ibérica, en algunos casos con nombre bastante próximo a las variedades originarias, como 'Burgazote', 'Bergasota', 'Birasote Brevasote', 'Brigasota', 'Bruja', Brujasote (de 'Burjasot' o Bordissot, variedad valenciana/balear/catalana, que podría proceder del norte de África, al menos la B. negra), la 'Nogal' (tal vez la 'Ñogal' o 'Añogal' que llegaría desde Turquía a la península en época hispanomusulmana sustraída por un embajador cristiano del Califato de Córdoba, según relatos antiguos), pero también otras anteriores más antiguas, traídas de tierras bereberes, ya cultivadas por los guanches y exclusivas de Canarias, como parece ser la 'Brevera Tarajal' y muchas otras variedades.
Hay un tema en el cual los campesinos de las distintas islas de Canarias no se ponen de acuerdo, y se trata de a qué es lo que se entiende por higo y qué por breva. En Tenerife y en La Palma cuando se habla de brevas, se están refiriendo a los frutos alargados con forma igual o parecida al de la breva auténtica clásica, y son un tipo de higuera que siempre dará brevas, se trataría del fruto de la Brevera o Brevala si son negras, o de aquellas variedades que presentan un fruto alargado blanco como la 'Brevera Bicariña' o 'Tarajala'. A las variedades que presentan el fruto más redondo y pequeño se les denomina higueras y sus frutos son siempre higos.
Sin embargo, en el resto del Archipiélago Canario, y también en la península ibérica, este hecho no es así. Hay algunas variedades de higuera que tienen la característica de dar dos cosechas de fruta; una temprana, que pasa el invierno formándose en la planta y madura por el mes de mayo (estos son los llamados higos tempranos o soplones en Tenerife); y otra más tardía, que madura en pleno verano y es más abundante. A este tipo de higueras (que botánicamente se les llama bíferas frente a las uníferas que dan una sola cosecha) se denomina breva a la primera cosecha o doma, mientras que los higos son los frutos que se corresponden con la cosecha más grande de pleno verano.
La variedad 'Brevera Canaria' se encuentra cultivada, en casi todas las islas del Archipiélago Canario, aunque en lugares muy localizados.
El « Instituto Canario de Investigaciones Agrarias » (ICIA), organismo autónomo dependiente del Gobierno de Canarias, en una iniciativa que se inscribe en el Programa de Cooperación Transnacional Madeira-Azores-Canarias (MAC 2007-2013), y en el proyecto AGRICOMAC, destinado a fomentar el uso de variedades tradicionales en el sector agrícola de la Macaronesia, estudia variedades de higuera con gran potencial productivo y comercial para la implantación de su cultivo en las islas Canarias.

## Características
La higuera 'Brevera Canaria' es una variedad bífera de tipo San Pedro de dos cosechas por temporada, siempre y cuando tenga caprificación, si no, solamente de una cosecha por temporada. Árbol de vigorosidad elevada, y un buen desarrollo en terrenos favorables, copa redondeada muy apretada. Sus hojas son de 3 y de 5 lóbulos en su mayoría. Sus hojas son de base acorazonada, tienen un lóbulo central ancho, sin pequeños lóbulos laterales, y un grado de profundidad del lóbulo medianamente marcado; con Longitud x Anchura: 14,73 x 15,01 cm, siendo su área (en cm²) intermedia, con long. peciolo/long. hoja:0,40; con dientes presentes solo en los márgenes superiores, lóbulos completamente dentados, siendo el margen crenado; densidad de pelos en el haz escasa a intermedia y densidad de pelos en el envés intermedia, con nerviación ligeramente aparente y color verde; Peciolo de longitud mediana con un grosor 4,62 mm, forma redondeada color verde claro. 'Brevera Canaria' tiene un desprendimiento de higos elevado, con un rendimiento productivo mediano y periodo de cosecha medio. La yema apical cónica de color verde amarillento.
Los frutos de la higuera 'Brevera Canaria' tienen forma (indice) oblonga, la forma puede variar según la localización, siendo su diámetro máximo piriforme, con la forma en el ápice aplanada-redondeada. Los higos son de tamaño muy grande con un peso promedio de 62,56 gr, sus frutos tienen una anchura mediana y longitud larga, son asimétricos en la forma, y uniformes en las dimensiones, cuello corto, cuya epidermis es media, de firmeza suave, color de fondo púrpura marrón claro, y con sobre color de zonas irregulares verde, con lenticelas en una cantidad intermedia y de un tamaño mediano de color rosa; Ostiolo de anchura grande, gota de miel ausente, con escamas ostiolares  medianas de un color igual al de la piel, adherencia escasa, semiadheridas a la piel, resistentes al desprendimiento resistente; Pedúnculo con forma corto grueso y longitud promedio de 2,19 mm; grietas longitudinales escasas; Costillas intermedias; con un grosor de la carne-receptáculo de 8,93 mm de una ligera coloración, con una pulpa de color rosa, sabor poco, jugoso, con un % de sólidos solubles totales alto; con cavidad interna grande, con aquenios de un tamaño mediano, en una cantidad intermedia; los frutos maduran sobre inicios de junio a principios de agosto. Cosecha con rendimiento productivo mediano, y periodo de cosecha mediano. Textura media y facilidad de pelado.

## Cultivo
'Brevera Canaria', se utiliza en alimentación humana, y en alimentación animal. Se está tratando de recuperar su cultivo en las islas Canarias.
El cultivo de las higueras en general dentro de España, Extremadura es la región con mayor superficie cultivada, en torno a las 5.300 hectáreas de un total de 11.629 has. Le siguen en extensión de cultivo islas Baleares con 2.287 has, Andalucía con 1.874 has, Galicia con 638 has, Comunidad Valenciana con 242 has, y Canarias con 290 has.